# Xúlio Abonjo
Xúlio Abonjo Escudero, (Pontevedra, 4 de junio de 1974) es un actor gallego.

## Trayectoria
Comenzó actuando en 1994 con Bachiller Teatro, actuó con el Centro Dramático Gallego en el año 2000 y es miembro de la compañía Bacana Teatro. También representó montajes teatrales con las compañías BaCaNa (2002,2008), Los Contracontos (2001,2005), Espejo Cóncavo (1998) y con el Aula de Teatro de la Universidad de Santiago de Compostela (1997-1999).
Muy reconocido en Galicia por su presencia en una multitud de series de la TVG como “Pazo de familia”, “Serramoura” o “A Lei de Santos”, pero también a nivel nacional por series como “Cuestión de sexo”(CUATRO), “Fariña”(ANTENA 3) o “Rapa”(MOVISTAR PLUS +), entre otras. 
  
A lo largo de su trayectoria cinematográfica trabajó en diversos largometrajes, con diferentes registros (comedia, drama…), de la mano de reconocidos directores de cine como, Alfonso Zarauza (“Malencolía”, “Ons”) , Dani de la Torre (“Mar libre”), Manuel Martín Cuenca (“El tesoro”) o Jorge Coira (“El año de la garrapata”), entre otros. 

## Teatro
- Paco Pixiñas, historia dun desleigado (1994)
- Doce homes sen piedade (1994)
- Cemiterio de automóbiles (1995)
- Wonderball circus, o circo da bola marabillosa (1996)
- O porqué das cousas (1997)
- Ubú rei (1997)
- Peter Pan (1998)
- Comedia noxenta para mamá (1998)
- Os vellos non deben de namorarse (1999)
- La cabeza del dragón (1999)
- Caperucitoloxía (2000)
- A burla do galo (2000)
- Ratman & Bobyn, un musical de cloaca (2002)
- Os fillos de Eva, the show (2004)
- Hendaya, mon amour (2006)
- A burra, a mesa e o pau (2025)

## Televisión
- Pratos combinados, 2000. TVG.
- Galicia exprés, 2000. TVG.
- Pequeno Hotel, 2001. TVG.
- El Comisario, 2001. Telecinco.
- Terra de Miranda, 2003. TVG.
- 4º sen ascensor, 2005. TVG.
- Zapping comando, 2006. TVG.
- Cuestión de sexo, 2007-2009. Cuatro.
- O Nordés, 2009. TVG.
- Padre Casares, 2014. TVG.
- Códice, 2014. Como Salgado. TVG.
- Hospital Real, 2015. TVG.
- Fariña, 2018, Antena 3.
- Les de l'hoquei, 2019, TV3
- Serramoura, 2019. TVG

## Cine
- O lapis do carpinteiro, (2001)
- Entre bateas, (2002)
- O ano da carracha, (2004)
- Hai que botalos, (2005)
- Bechos raros, (2006)
- Chapapote... o no, (2006)
- A biblioteca da iguana, (2006)
- Xan, a despedida, (2007)
- A mariñeira, (2007)
- Mar libre, (2009)
- Blockbuster (2013)
- Os fenómenos, (2014)

## Cortometrajes
- A escapada, 1998
- Casi perfecto, 2003
- Colores, 2004
- Din que chove, 2005
- Viaxe a Finlandia, 2005
- Sin Plomo, 2006
- Xan, a despedida, 2007

## Galardones y premios

### Festival de Cans
| Ano  | Categoría                                                      | Filme          | Resultado |
| ---- | -------------------------------------------------------------- | -------------- | --------- |
| 2007 | Premio del jurado a mejor actor                                | Sen chumbo     | Gañador   |
| 2017 | Premio del jurado a mejor actor (ex aequo Ricardo de Barreiro) | Einstein-Rosen | Gañador   |

### Premios Mestre Mateo
| Ano  | Categoría               | Filme           | Resultado |
| ---- | ----------------------- | --------------- | --------- |
| 2005 | Mellor actor            | 4º sen ascensor | Nomeado   |
| 2007 | Mellor actor secundario | Charly Gutbai   | Nomeado   |
| 2013 | Mellor actor            | Encallados      | Nomeado   |